# Stefan Nimke
Stefan Nimke (Hagenow, 1 de março de 1978) é um desportista alemão que competiu no ciclismo na modalidade de pista, especialista nas provas de velocidade e contrarrelógio.
Participou em três Jogos Olímpicos de Verão, entre os anos 2000 e 2008, obtendo ao todo quatro medalhas, prata em Sydney 2000 (na prova de quilómetro contrarrelógio), ouro e bronze em Atenas 2004 (velocidade por equipas com Jens Fiedler e René Wolff e quilómetro contrarrelógio, respectivamente) e um bronze em Pequim 2008 (velocidade por equipas com René Enders e Maximilian Levy).
Ganhou 14 medalhas no Campeonato Mundial de Ciclismo em Pista entre os anos 1997 e 2012, e 2 medalhas de ouro no Campeonato Europeu de Ciclismo em Pista, nos anos 2010 e 2011.

## Medalheiro internacional
| Jogos Olímpicos    | Jogos Olímpicos               | Jogos Olímpicos   | Jogos Olímpicos        |
| Ano                | Lugar                         | Medalha           | Competição             |
| ------------------ | ----------------------------- | ----------------- | ---------------------- |
| 2000               | Sydney ( Austrália)           | Medalha de prata  | 1 km contrarrelógio    |
| 2004               | Atenas ( Grécia)              | Medalha de ouro   | Velocidade por equipas |
| 2004               | Atenas ( Grécia)              | Medalha de bronze | 1 km contrarrelógio    |
| 2008               | Pequim ( China)               | Medalha de bronze | Velocidade por equipas |
| Campeonato Mundial |                               |                   |                        |
| Ano                | Lugar                         | Medalha           | Competição             |
| 1997               | Perth ( Austrália)            | Medalha de bronze | 1 km contrarrelógio    |
| 1998               | Bordéus ( França)             | Medalha de bronze | Velocidade por equipas |
| 1999               | Berlim ( Alemanha)            | Medalha de bronze | Velocidade por equipas |
| 1999               | Berlim ( Alemanha)            | Medalha de bronze | 1 km contrarrelógio    |
| 2003               | Stuttgart ( Alemanha)         | Medalha de ouro   | 1 km contrarrelógio    |
| 2005               | Los Angeles ( Estados Unidos) | Medalha de bronze | Velocidade por equipas |
| 2006               | Bordéus ( França)             | Medalha de bronze | Velocidade individual  |
| 2007               | Palma de Mallorca ( Espanha)  | Medalha de bronze | Velocidade por equipas |
| 2009               | Pruszków ( Polónia)           | Medalha de ouro   | 1 km contrarrelógio    |
| 2009               | Pruszków ( Polónia)           | Medalha de bronze | Velocidade por equipas |
| 2010               | Ballerup ( Dinamarca)         | Medalha de ouro   | Velocidade por equipas |
| 2011               | Apeldoorn ( Países Baixos)    | Medalha de ouro   | Velocidade por equipas |
| 2011               | Apeldoorn ( Países Baixos)    | Medalha de ouro   | 1 km contrarrelógio    |
| 2012               | Melbourne ( Austrália)        | Medalha de ouro   | 1 km contrarrelógio    |
| Campeonato Europeu |                               |                   |                        |
| Ano                | Lugar                         | Medalha           | Competição             |
| 2010               | Pruszków ( Polónia)           | Medalha de ouro   | Velocidade por equipas |
| 2011               | Apeldoorn ( Países Baixos)    | Medalha de ouro   | Velocidade por equipas |

## Palmarés
- 1996
  - Campeão da Alemanha em Quilómetro
- 1997
  - Campeão da Europa sub-23 em Quilómetro Contrarrelógio
  - Campeão da Europa sub-23 em Velocidade por equipas (com Jens Fiedler e Eyk Pokorny)
- 1999
  - Campeão da Europa sub-23 em Quilómetro Contrarrelógio
  - Campeão da Alemanha em Quilómetro
- 2000
  - Medalha de prata aos Jogos Olímpicos de Sydney em Km. contrarrelógio 
  - Campeão da Alemanha em Quilómetro
- 2001
  - Campeão da Europa sub-23 em Velocidade por equipas (com Carsten Bergemann e Matthias John) 
  - Campeão da Alemanha em Velocidade
- 2002
  - Campeão da Alemanha em Velocidade por equipas
- 2003
  - Campeão do mundo de quilómetro contrarrelógio
- 2004
  - Medalha de ouro aos Jogos Olímpicos de Atenas em Velocidade por equipas (com Jens Fiedler e René Wolff)
  - Medalha de bronze aos Jogos Olímpicos de Atenas em Km. contrarrelógio 
  - Campeão da Alemanha em Velocidade por equipas
- 2005
  - Campeão da Alemanha em Keirin 
  - Campeão da Alemanha em Velocidade
- 2006
  - Campeão da Alemanha em Keirin 
  - Campeão da Alemanha em Velocidade por equipas
- 2008
  - Medalha de bronze aos Jogos Olímpicos de Pequim em Velocidade por equipas (com René Enders e Maximilian Levy)
- 2009
  - Campeão do mundo de quilómetro contrarrelógio
- 2010
  - Campeão do mundo de velocidade por equipas (com Robert Förstemann e Maximilian Levy)
  - Campeão da Europa em Velocidade por equipas (com Robert Förstemann e Maximilian Levy)
  - Campeão da Alemanha em Quilómetro 
  - Campeão da Alemanha em Velocidade por equipas
- 2011
  - Campeão do mundo de quilómetro contrarrelógio
  - Campeão do mundo de velocidade por equipas (com René Enders e Maximilian Levy)
  - Campeão da Europa em Velocidade por equipas (com Robert Förstemann e René Enders)
  - Campeão da Alemanha em Quilómetro
- 2012
  - Campeão do mundo de quilómetro contrarrelógio

### Resultados naCopa do Mundo
- 1997
  -     - 1.º em Fiorenzuola de Arda, em Quilómetro
- 1998
  -     - 1.º em Cali, em Quilómetro
    - 1.º em Victoria, em Velocidade por equipas
- 1999
  -     - 1.º em Valencia, em Velocidade por equipas
- 2000
  -     - 1.º em Turín, em Quilómetro
- 2001
  -     - 1.º em Ipoh, em Quilómetro
    - 1.º em Ipoh, em Velocidade por equipas
- 2003
  -     - 1.º na Classificação geral  e à prova de Moscovo, em Quilómetro
- 2004
  -     - 1.º em Aguascalientes, em Quilómetro
- 2005-2006
  -     - 1.º em Moscovo, em Velocidade
    - 1.º em Moscovo, em Velocidade por equipas
- 2008-2009
  -     - 1.º em Cali, em Quilómetro
    - 1.º em Cali, em Velocidade por equipas
- 2009-2010
  -     - 1.º em Manchester, em Quilómetro
- 2011-2012
  -     - 1.º em Londres, em Quilómetro
    - 1.º em Cali, em Velocidade por equipas